# Mario Pirovano
Mario Pirovano (Milano, 20 aprile 1950) è un attore teatrale italiano, traduttore e interprete di monologhi di Dario Fo.

## Biografia
Mario Pirovano, figlio di un calzolaio e di un'operaia, trascorre l'infanzia nella cascina Serbelloni di Pregnana Milanese, alle porte di Milano. All'età di dodici anni è già garzone di bottega e a ventiquattro si trasferisce in Inghilterra. Qui continua a svolgere i lavori più diversi, finché una sera del 1983 incontra Dario Fo e Franca Rame, che al teatro Riverside Studios di Londra recitano il Mistero Buffo.
(Mario Pirovano)

### Teatro

#### Formazione
Dopo l'incontro con Dario Fo e Franca Rame, entra stabilmente nella loro compagnia come traduttore, comparsa, aiuto elettricista, aiuto macchinista, responsabile della diffusione del materiale editoriale, direttore di scena, assistente alla regia. Nel corso degli anni segue i due attori nelle loro tournée internazionali, avendo così l'opportunità di apprendere direttamente i loro testi teatrali, finché arriva a esibirsi lui stesso da solo sulla scena proprio con il Mistero Buffo.

#### Sulla scena
Sul modello di Fo, Pirovano porta avanti la tradizione degli antichi narratori e giullari di ogni paese che si servivano soltanto della voce e del gesto per conquistare l'attenzione del pubblico.
Nel corso degli anni mette in scena in Italia e nel mondo alcuni dei monologhi più famosi di Dario Fo, anche in lingua inglese e in spagnolo: oltre al classico "Mistero Buffo", rappresenta "Johan Padan a la Descoverta de le Americhe", "Lu Santo Jullare Françesco" e "Il Magnifico Ruzzante"
I luoghi dello spettacolo sono i più vari: teatri, scuole, università, piazze, palestre, chiese, centri sociali.
Alcuni di questi spettacoli vengono prodotti dal Teatro Mancinelli di Orvieto e dal Teatro Carcano di Milano, in diverse stagioni teatrali.
Nel 2016 collabora e recita con Dario Fo nello spettacolo-lezione-mostra "Darwin, l'universo impossibile" e dopo la morte del Maestro rimette in scena il lavoro in alcune città italiane. In collaborazione con la CTFR (Compagnia teatrale Fo-Rame), organizza egli stesso una mostra di dipinti di Dario Fo a Edimburgo.
Oltre a quelli di Dario Fo, Pirovano ha interpretato testi di autori diversi, come Adam de la Halle in Le jeu de Robin et Marion  e Marco Ghelardi. in Il papa cowboy. Vita, avventure e battaglie di Giulio II.
Un altro filone della sua attività è costituito dalla pubblica lettura di versi tratti dalle opere di poeti contemporanei, in occasione dell'esposizione Collezione 7x11, La poesia degli artisti a cura di Marco Fazzini, nel 2010 a Milano, nel 2011 a Vicenza e nel 2014 a Isola Rizza (Vr).

#### Traduzioni
Una delle prime traduzioni cui pone mano è la trasposizione dal francese antico all'italiano di Le jeu de Robert et Marion . Sulla base della conoscenza della lingua inglese, appresa negli anni della permanenza a Londra, si impegna nella traduzione di due opere di Fo: nel 2002 Johan Padan a la descoverta de le Americhe (Johan Padan and the Discovery of America) e nel 2009 Lu Santo Jullare Françesco (Francis the Holy Jester), testi composti in origine in un linguaggio particolare, un insieme di dialetti soprattutto padani e di espressioni, suoni, neologismi che caratterizzano i monologhi di Fo: un linguaggio comprensibile per Pirovano, cresciuto in una cascina lombarda. Nel 2009 il testo su San Francesco, tradotto per la prima volta in lingua inglese, viene pubblicato dalla casa editrice londinese Beautiful Books.
Nel 2011 traduce il testo inedito di Dario Fo e Jacopo Fo "La ballata di John Horse" ("The John Horse ballade") sulla vittoriosa rivolta degli Indiani d'America Seminole, ed esegue il doppiaggio in lingua inglese del video ricavato dalla recitazione di Dario Fo.
Sempre nel 2011 traduce in inglese quattro opere del commediografo rinascimentale Angelo Beolco, detto Ruzante, sulla base della riscrittura dei testi effettuata da Dario Fo nel 1997: L'orazione al Cardinal Cornaro, Ruzante che viene dal campo, Dialogo tra Galileo e il contadino Nale, La Vita, e li presenta nell'ambito del programma Grundtvig dell'Unione europea in Portogallo nell'anno stesso e ancora nel 2014.
Nel dicembre 2017 negli Stati Uniti la casa editrice Opus book Publishers pubblica la traduzione completa, ad opera di Mario Pirovano, dell'originale "Lu Santo Jullare Francesco" di Dario Fo, con il titolo "Holy Jester! The Saint Francis Fables", illustrata da circa 40 disegni dell'Autore.

#### Spettacoli in inglese e in spagnolo
Con il patrocinio degli Istituti Italiani di cultura e della Società Dante Alighieri nelle varie sedi estere, Pirovano rappresenta nei cinque continenti i più famosi monologhi di Dario Fo. Nelle edizioni 1998, 1999, 2000, 2003 del Festival ‘Un puente, dos culturas’ porta in Argentina il testo su Johan Padan con il titolo Johan Padan en el Descubrimiento de las Américas. In lingua spagnola è anche il Mistero Buffo (Misterio Bufo) che recita in Spagna nel 2003 al Festival della Commedia dell'Arte di Alcalà Henarez.
Nel 2002 recita in inglese Johan Padan and the Discovery of America, negli stessi Riverside Studios di Londra dove quasi vent'anni prima aveva incontrato la coppia Fo-Rame. Torna a recitare in inglese in Australia nel 2003 al Melbourne International Arts Festival e al Kings Cross Festival di Sydney, poi nel 2004 in Canada, nel 2005 in Francia, in Grecia al 1° World Music Festival Art-ecology e a Hong Kong al 33° Hong Kong Arts Festival.
Di nuovo rappresenta il Johan Padan in lingua spagnola in Venezuela nel 2006 al 31º Festival Internacional de Teatro de Oriente e in Colombia nel 2008.
Nel 2009 con il Francis the Holy Jester tradotto in inglese è in tour in Inghilterra e per circa un mese al Fringe Festival di Edimburgo dove ottiene unanimi segnalazioni dalla critica.
Lo spettacolo è riproposto nei due anni successivi in Palestina con la ‘Tavola della pace’, in Pakistan, Etiopia, Kenya,  Inghilterra e Irlanda.
Nel 2012 recita Francis the Holy Jester in Norvegia e in Svezia, quindi negli Stati Uniti, su invito della più antica università francescana in terra d'America. La tournée americana tocca alcune delle più prestigiose università, come quelle di Princeton e Harvard, nelle quali Pirovano dà dimostrazione dell'arte teatrale di Dario Fo. 
Partecipa all'International Medieval Congress di Leeds nel 2013, e negli anni successivi continua ad alternare le sue tournée tra Portogallo, Irlanda, Belgio, Inghilterra e Scozia, qui invitato da numerose comunità francescane anglicane e dallo "Storytelling Center". Nel 2016 recita all'Ambasciata italiana di Washington, nel 2017 recita a Bangkok e a Singapore con Marco Luly, nell'ambito di un progetto sulla Commedia dell'arte italiana.

### Televisione e cinema
Nel 1988 partecipa alle otto puntate di Trasmissione forzata, trasmissione televisiva di RAI3 di cui Dario Fo è autore e regista.
Nel 1991 è attore non protagonista nel "thriller" di Alfonso Brescia Omicidio a luci blu.

### Attività didattiche
Nel corso degli anni affianca alla recitazione la conduzione di seminari e laboratori teatrali per dilettanti, aspiranti attori e professionisti. In particolare, dal 2008  è presente annualmente all'Umbra Institute di Perugia con lezioni e spettacoli per gli studenti americani. Ha collaborato con Paolo Baiocchi nelle attività terapeutiche dell'Istituto Gestalt sia a Trieste che a Perugia in diverse sessioni estive. Assieme a Dario Fo, Franca Rame e Jacopo Fo, ha tenuto per diversi anni corsi di teatro estivi nella Libera Università di Alcatraz (Perugia). Nel 2015, sempre ad Alcatraz, ha formato un gruppo di attori mozambicani all'interno del progetto "Il teatro fa bene" diretto da Jacopo Fo.
Oltre che in Italia, ha tenuto workshop all'estero: Portogallo, Irlanda, Inghilterra, Svezia, Kenya, Canada, Stati Uniti, Palestina, Pakistan, Cina, Singapore, Australia.